# 布賽廷俱樂部
布賽廷俱樂部是巴林布賽廷的一个足球俱乐部。目前它参加巴林超級足球聯賽，巴林国内最高級別的足球聯賽賽事。2003年，它获得巴林足联杯，这是该俱乐部至今为止最高的成就。2008年赛季，里布賽廷俱樂部赢得联赛亚军，因此获得2009年参加2009年亞洲足協盃。除足球外该俱乐部还有排球、乒乓球和田径部门。